# جيمس لدلو إليوت
جيمس لَدْلُو إليوت (بالإنجليزية: James Ludlow Elliot) هو عالم فلك أمريكي وكان جزء من فريق العمل الذي اكتشف حلقات حول أورانوس. كما كان واحد من فريق العمل الذي رصد احترار عالمي في تريتون أكبار أقمار نبتون.
وهو من مواليد 1943 وهو حاصل على شهادة الدكتوراه من جامعة هارفرد في سمة 1972.